# 초기운용능력
초기운용능력(IOC, Initial operating capability)은 새롭게 개발된 무기체계가 전력화가 되기 전에 최소한의 기초적인 운용능력을 갖추었는지를 평가하는 것을 말한다. 주로 국방부의 무기 조달 과정에서 사용된다.

## 개념
IOC 평가는 군사 장비가 작전에 투입될 수 있는 최소한의 능력을 갖췄다고 선언하는 것으로, 개발된 장비의 실전 투입 전 반드시 거쳐야 하는 단계다.
2005년 12월 20일. 동해 해상에서 높이 3m가 넘는 거센 파도를 뚫고 대조영함이 힘차게 항진했다. 대조영함에서는 사거리 1500 km 해성-2 함대지 순항미사일의 실전 배치에 앞서, 초도양산 유도탄에 대한 수락시험(IOC)이 예정돼 있었다. 이날 양산 유도탄의 시험을 통과해야만 전력화, 즉 실전배치가 가능했다.
2015년 7월 31일, 미국 해병대가 미군에서 처음으로 차세대 전투기 'F-35'의 실전배치를 선언했다. 미 해병대는 애리조나 주에 주둔하고 있는 해병 121전투공격편대에 배속된 10대의 F-35B 전투기가 초도작전능력(IOC)을 충족했다고 발표했다. 10대라는 의미는, 시제기가 아니라 초도양산(LRIP)된 제품이 고비용 소량 생산되어 부대에 실전배치된 뒤에, IOC 평가를 했다는 것이다.
한국 정부는 지난 2017년 미국과 합의한 '조건에 기초한 전작권 전환'에 따라 2019년 1단계 IOC(기본운용능력) 검증, 2020년 2단계 FOC(완전운용능력) 검증, 2021년에 3단계인 FMC(완전임무수행능력)을 마치고, 2022년 상반기에 전작권 전환을 마무리 짓는다는 계획이었는데, 코로나19로 인해 일부 지연되고 있다.
2019년 8월, 국방부는 한미 연합지휘소 훈련을 통해 이뤄진 전작권 전환 IOC 검증평가가 성공적으로 이뤄졌다고 평가했다.
차기 차륜형 장갑차는 1조 800억 원을 들여 한국 독자 기술로 개발하고 양산을 추진하고 있다. 현대로템이 2012년 12월부터 2016년 5월까지 개발해 2016년 12월 방위사업청과 최초 양산계약(초도양산, LRIP)을 체결했고 2018년 4월~7월 야전운용시험과(FT) 2019년 7월~8월 전력화평가(IOC)를 거쳐 지난달 3차 양산계약(후속양산, FRP)을 맺었다.

## 무기 개발 과정
- 소요제기: 육군에서 새로운 무기가 필요하다고 소요제기를 한다. 구체적인 개별 항목별 성능수준을 명시한다.
- 시제기: 연구원들이 부품을 한두개만 수작업으로 만들거나 구매하거나 해서, 즉 자동차 공장처럼 로봇들이 동원된 대량생산 공장 건설이 없이, 그냥 연구소에서 연구원들이 한두대를 완전한 수작업으로 만드는 것이다.
- 초도양산(LRIP): 대량생산을 위한 수많은 하청업체의 부품들, 최종 조립 공장 설비를 모두 완비하고, 대량생산을 시작했지만, 매우 소량의 제품을 대당 단가가 높은 고비용으로 천천히 생산하는 단계다.
- 기본운용능력(IOC) 선언. 전력화 선언이라고도 한다. 초도양산된 제품들이 소요제기한 성능대로 제대로 작동하는지를 테스트하는 것이다. IOC 평가를 하면서, 초도양산된 제품에 대해 이런 옵션을 추가하고 빼고 개선하고 할 것을 요청할 수 있다. 이런 옵션 탈부착이 끝나고 완전히 무기 개발이 확정되어 후속양산 계약을 체결할 때, 국방부는 신무기에 대한 FOC 선언을 한다.
- 후속양산(FRP): 완전한 대량생산으로, 매우 빠르게 공장에서 찍어내는 개념이다. 본격 대량생산이기 때문에, 대당 평균단가가 매우 낮아진다.
- 완전운용능력(FOC) 선언.

## 북한
북한이 열병식에 신무기를 최초로 공개하면, 한국, 미국의 정보당국은 저게 그냥 목업(가짜)인지, 시제품인지, 초도양산품인지, 후속양산품인지를 분석한다. 초도양산품이라면 실전배치가 이미 시작되었다는 의미이고, 목업이나 시제품일 경우에는, 아직 실전배치는 되지 않았다는 의미이다.

## 같이 보기
- 작전운용성능 (ROC, Required Operational Capability)
- 완전운용능력 (FOC, Full Operating Capability)
- 초도양산 (LRIP, Low Rate Initial Production)
- 후속양산 (FRP, Full Rate Production)